# Claudia Jung
Pour les articles homonymes, voir Jung.
Claudia Jung, née Ute Krummenast le 12 avril 1964 à Ratingen, est une chanteuse de schlager, actrice et femme politique allemande.

## Biographie
Élevée à Ratingen, en Rhénanie du Nord-Westphalie, Claudia Jung apprend la guitare et chante dans une chorale. Après ses études, elle a plusieurs métiers alimentaires, qui lui permettent de chanter en amateur.
En 1984, elle rencontre le producteur de musique Adam Schairer, avec qui elle enregistre ses premiers titres. Son premier album, Halt' mich fest, sort en 1988. 
Au cours de sa carrière, Claudia Jung remporte plusieurs disques d'or et de platine et reçoit divers prix, dont l'Echo et le Goldene Stimmgabel. Au cours de sa carrière, Claudia Jung vend plus de 445 000 albums. Son plus grand succès commercial est son album éponyme, Claudia Jung, sorti en 1994.
Claudia Jung enregistre des titres avec des célébrités internationales, notamment Richard Clayderman, Nino de Angelo et Cliff Richard. Elle chante principalement dans sa langue maternelle, l'allemand, mais interprète également des chansons en anglais, en français et en italien.
En 2008, elle fait ses débuts comme actrice, en tenant le premier rôle féminin dans la série télévisée diffusée par l'ARD Das Musikhotel am Wolfgangsee.
En 2008 toujours, Claudia Jung, officiellement Ute Singer, est élue en tant que représentant du groupe Freie Wähler dans le conseil de quartier de Pfaffenhofen, puis au Landtag de Bavière, poste qu'elle occupe jusqu'en 2013.